# 加納維洛鎮區 (克萊頓縣)
加纳维洛鎮區（Garnavillo Township），美国艾奥瓦州克莱顿县的一个鎮區，总面积85.82平方公里，总人 口1,008（2000美国人口普查）。